# Clayton Bezerra Leite
Clayton Bezerra Leite (sinh ngày 3 tháng 7 năm 1987) hay Clayton là một cựu cầu thủ bóng đá người Brasil thi đấu ở vị trí tiền vệ. Anh từng thi đấu tại V.League 1 trong màu áo Thành phố Hồ Chí Minh.

## Sự nghiệp câu lạc bộ
Anh ra mắt chuyên nghiệp tại Giải bóng đá hạng nhất quốc gia Bồ Đào Nha cho Feirense vào ngày 11 tháng 8 năm 2012 trong trận đấu trước Belenenses.